# Wacław Mejbaum
Wacław Mejbaum (* 1933 in Lemberg; † 24. November 2002 in Stettin) war ein polnischer Philosoph.
Mejbaum studierte Philosophie an der Universität Warschau und Physik an der Universität Breslau. 1965 promovierte (Dr. phil.) er in Breslau und habilitierte an der Jagiellonen-Universität in Krakau. Ab 1985 arbeitete er an der Universität Stettin. 1994 wurde er dort ordentlicher Professor. Über mehrere Jahre war er Direktor der Stettiner Universität.
Zu Mejbaums Interessensgebieten zählten die Epistemologie, die Sprachphilosophie, der Marxismus, die Metaethik und die Methodologie der Wissenschaften. Er veröffentlichte ca. 300 Publikationen auf den Gebieten der Philosophie und der Literatur, darunter auch Märchen.